# Generative Fotografie
Die Generative Fotografie ist eine seit Mitte der 1960er Jahre existierende Richtung der künstlerischen Fotografie, die vorwiegend durch Computer erzeugte Bilder zeigt. Sie entwickelte sich aus dem Versuch, für Fotografie mit den Mitteln der aufkommenden Computertechnik mit ihrer Grafik einen neuen Bereich gestalterischer Ästhetik zu ermöglichen. Pionier dieser neuen Auffassung war Max Bense, den Begriff Generative Fotografie für dieses künstlerische Programm einer neuen Bildsprache führte 1968 Gottfried Jäger ein.  

## Geschichte und Theorie
Gegenbilder der Generativen Fotografie waren damals die vorherrschende Auffassungen einer Subjektiven Fotografie nach Otto Steinert und einer Totalen Fotografie, wie sie Karl Pawek beschrieb.
Die Generative Fotografie entstand aus praktischen und theoretischen Vorläufern: experimentellen Fotografie seit Anfang des 20. Jahrhunderts, eine apparative Kunst als Ergebnis der Entwicklung vom Kaleidoskop zum Computer und eine ästhetische Theorie, deren Anfänge durch rationale und metaphysische Erklärungsversuche des Schönen bestimmt sind. Im Zusammenhang mit der Theorie der Generativen Fotografie wurden auch Begriffe wie Informationsästhetik und numerische Ästhetik zur Beschreibung der theoretischen Grundlagen dieser fotografischen Kunstrichtung geprägt.
Eine weitere theoretische Grundlage stellt die sogenannte Generative Grammatik dar, die Noam Chomsky postulierte. Dies alles bildete für die Generative Fotografie den geistigen und begrifflichen Hintergrund. Die sogenannte generative Ästhetik ist nach Max Bense also eine Erzeugungsästhetik.
1968 wurden erstmals in einer Ausstellung im Bielefelder Kunsthaus Arbeiten Generativer Fotografie gezeigt. Die daran beteiligten Künstler Kilian Breier (1931–2011), Pierre Cordier (geb. 1933), Hein Gravenhorst und Gottfried Jäger, Initiator und Namensgeber der Ausstellung, verzichteten in ihren Werken bewusst auf jede Art der Wiedergabe fotografischer Realität. Die ausgestellten Arbeiten zeigten Chemigramme, Luminogramme und Bilder, die durch Lochblenden, wie sie in Lochkameras verwendet werden, entstanden. So entstand eine nicht figürliche und abstrakte fotografische Bildsprache. Durch ihre Nähe zur Zahl, System und Programm bildete die Generative Fotografie den Übergang zur rechnergestützten Kunst.
Kennzeichen der generativen Fotografie ist eine methodische Vorgehensweise im Sinne eines wissenschaftlichen Experiments. Einzelne Gestaltungselemente, wie Lichtpunkt, Lichtspur, Muster, Farbgebung sowie fototechnische Parameter wie Belichtungszeit, Schärfentiefe, Körnigkeit hatten Einfluss auf die Bildkomposition. Dabei wurden auch neue bildnerische Verfahren im Grenzbereich der Fotografie auf der Basis selbst konstruierter Apparate und eigens dafür entwickelter Computerprogramme angewendet. Aktuelle Arbeiten zur Generativen Fotografie beziehen zunehmend digitale Komponenten in ihr Programm ein.